# Molly Schaus
Pour les articles homonymes, voir Schaus.
Molly Schaus (née le 29 juillet 1988 à Natick dans le Massachusetts aux États-Unis) est une joueuse américaine de hockey sur glace qui a évolué dans la ligue élite féminine en tant que gardienne de but. Elle a remporté deux médailles d'argent olympiques, aux Jeux olympiques de Vancouver en 2010 et aux Jeux olympiques de Sotchi en 2014. Elle a également représenté les États-Unis dans 5 championnats du monde, remportant 4 médailles d'or et 1 médaille d'argent .
Elle a remporté avec les Blades de Boston la Coupe Clarkson en 2013.

## Statistiques

### En club
| Saison    | Équipe                   | Ligue |    | Saison régulière | Saison régulière | Saison régulière | Saison régulière | Saison régulière | Saison régulière | Saison régulière |     | Séries éliminatoires | Séries éliminatoires | Séries éliminatoires | Séries éliminatoires | Séries éliminatoires | Séries éliminatoires | Séries éliminatoires |
| Saison    | Équipe                   | Ligue | PJ | Min              | BC               | Moy              | % Arr            | Bl               | Pun              | PJ               | Min | BC                   | Moy                  | % Arr                | Bl                   | Pun                  |                      |                      |
| 2006-2007 | Eagles de Boston College | NCAA  | 32 |                  |                  | 1,90             | 93,1             |                  |                  | -                | -   | -                    | -                    | -                    | -                    | -                    |                      |                      |
| 2007-2008 | Eagles de Boston College | NCAA  | 34 |                  |                  | 2,19             | 92,5             |                  |                  | -                | -   | -                    | -                    | -                    | -                    | -                    |                      |                      |
| 2008-2009 | Eagles de Boston College | NCAA  | 35 |                  |                  | 1,69             | 93,8             |                  |                  | -                | -   | -                    | -                    | -                    | -                    | -                    |                      |                      |
| 2010-2011 | Eagles de Boston College | NCAA  | 33 |                  |                  | 1,45             | 94,2             |                  |                  | -                | -   | -                    | -                    | -                    | -                    | -                    |                      |                      |
| 2011-2012 | Blades de Boston         | LCHF  | 23 |                  |                  | 2,38             | 91               |                  |                  | 3                |     |                      | 3                    | 0                    |                      |                      |                      |                      |
| 2012-2013 | Blades de Boston         | LCHF  | 10 |                  |                  | 2,08             | 88,8             |                  |                  | 2                |     |                      | 1,46                 | 94,4                 |                      |                      |                      |                      |

### Au niveau international
| Année | Équipe     | Compétition          |   | PJ | Min | BC   | Moy  | % Arr | Bl | Pun               |  | Résultat |
| 2008  | États-Unis | Championnat du monde | 1 |    |     | 1    | 50   |       |    | Médaille d'or     |  |          |
| 2009  | États-Unis | Championnat du monde | 2 |    |     | 1,01 | 95,8 |       |    | Médaille d'or     |  |          |
| 2010  | États-Unis | Jeux olympiques      | 1 |    |     | 0    | 100  | 1     |    | Médaille d'argent |  |          |
| 2011  | États-Unis | Championnat du monde | 1 |    |     | 1    | 95   |       |    | Médaille d'or     |  |          |
| 2012  | États-Unis | Championnat du monde | 3 |    |     | 2,31 | 90   |       |    | Médaille d'argent |  |          |
| 2014  | États-Unis | Jeux olympiques      | 1 |    |     | 0    | 100  | 1     |    | Médaille d'argent |  |          |
| 2015  | États-Unis | Championnat du monde | 2 |    |     | 1,94 | 60   |       |    | Médaille d'or     |  |          |